# Chorey-les-Beaune
Chorey-les-Beaune är en kommun i departementet Côte-d'Or i regionen Bourgogne-Franche-Comté i östra Frankrike. Kommunen ligger i kantonen Beaune-Sud som tillhör arrondissementet Beaune. År 2022 hade Chorey-les-Beaune 596 invånare.

## Befolkningsutveckling
Antalet invånare i kommunen Chorey-les-Beaune
Referens:INSEE